# Памятный знак в честь Георгия Никитича Холостякова
Памятный знак в честь Георгия Никитича Холостякова — памятник Герою Советского Союза Георгию Никитич Холостякову в Барановичах.

## История
Георгий Никитич Холостяков (1902-1983) - уроженец города Барановичи, его почетный гражданин, известный и талантливый флотоводец в годы Великой Отечественной войны, награждён медалями и орденами Советского Союза и многих иностранных государств.
В 1984 году улица Коперника была переименована в улицу Холостякова с открытием мемориальной доски на доме № 2, а в 2002 году к 100-летию со дня рождения Холостякова на улице его имени был открыт памятный знак.

## Описание
На природном валуне (высота 1,2 м) закреплена металлическая доска из силумина, выполненная в виде паруса, с надписью «Улица названа в честь Георгия Никитича Холостякова, вице-адмирала, Героя Советского Союза, уроженец и почетный гражданин г. Барановичи». Якорь прикреплен к цепи рядом с валуном.